# مقاطعة لوغان (أركنساس)
مقاطعة لوغان (بالإنجليزية: Logan County)‏ هي إحدى مقاطعات ولاية أركنساس في الولايات المتحدة الأمريكية.